# Parnassius honrathi
Espèce
Parnassius honrathi ou Apollon de Honrath est une espèce d'insectes lépidoptères de la famille des Papilionidae, de la sous-famille des Parnassiinae et du genre Parnassius.

## Dénomination
Parnassius honrathi a été décrit par Otto Staudinger en 1882.
Il a été nommé en l'honneur de l'entomologiste allemand Eduard Honrath.

### Nom vernaculaire
Parnassius honrathi se nomme   Honrath's Apollo en anglais.

### Sous-espèces
- Parnassius honrathi honrathi
- Parnassius honrathi alburnus Stichel, 1907
- Parnassius honrathi ernesti Bryk, 1932[1].

## Description
Parnassius honrathi est un papillon blanc beige grisé veiné de gris, avec une partie basale noire et une bande noire le long du bord interne des ailes postérieure. Une ligne submarginale de taches blanches surmontées d'un chevron foncé et de gros ocelles rouges cernés de noir et centrés ou non de blanc complètent l'ornementation.

## Biologie

### Période de vol et hivernation
Parnassius honrathi vole en juin et juillet.

### Plantes hôtes
Les plantes hôtes de sa chenille sont des Pseudosedum.

## Écologie et distribution
Parnassius honrathi est présent au Pamir, en Ouzbékistan.

### Biotope
Parnassius honrathi réside en montagne entre 2 500 m et 3 000 m.

### Philatélie
L'Ouzbékistan a émis un timbre en 2006.